# Anfiteatro Manuel Antonio Ramírez
El Anfiteatro Municipal Manuel Antonio Ramírez es un anfiteatro ubicado en una silueta costera del río Paraná conocida como Punta Gómez, en el Parque República del Paraguay del barrio Villa Sarita de la ciudad argentina de Posadas. Se encuentra en la barranca natural del cerro Pelón, que desemboca en la Avenida Costanera Monseñor Jorge Kemerer. El predio tiene capacidad para aproximadamente unas 4 000 y 5 000 personas sentadas, que se puede ampliar hasta 7 000 personas con la instalación de graderías móviles; está previsto en un futuro ampliar la capacidad a unas 10 000 personas.

## Historia

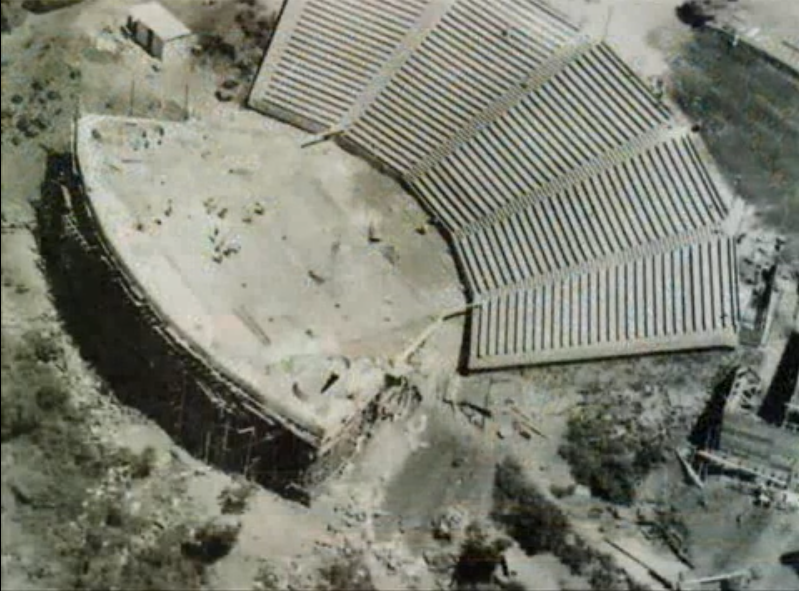
El anfiteatro en construcción (1961).

En el año 1961, la ciudad de Posadas había aceptado ser sede del 29.º Campeonato Argentino de Básquetbol, que se realizara en febrero de 1962. Sin embargo la ciudad no contaba con la infraestructura necesaria para un evento de tales características, por lo que el gobernador de Misiones de aquel entonces, César Napoleón Ayrault, decidió la construcción de un lugar público con las características necesarias.
Aunque en un primer momento su idea era la edificación de un estadio municipal en donde actualmente está emplazado el Colegio Provincial «Martín de Moussy», finalmente se decidió a dar rienda a un anteproyecto del arquitecto posadeño Jorge «Cacho» Pomar y los cálculos del ingeniero Eugenio Beghé. Rápidamente, bajo la financiación del Instituto Provincial de la Vivienda, en sólo 3 meses se construyó el anfiteatro, erigiéndolo en donde hasta ese momento se encontraba la primera costanera de Posadas, la Costanera Norte y el denominado Parque Japonés.
Finalmente, el anfiteatro fue inaugurado por el gobernador Ayrault el 17 de febrero de 1962 frente a la ciudadanía local y las delegaciones deportivas de todas las provincias del país, realizándose óptimamente el campeonato previsto. En noviembre de 1963 se realizó en el predio la primera edición del Festival de la música del Litoral, repitiéndose anualmente hasta 1967.

## Eponimia
El nombre del anfiteatro es un epónimo de Manuel Antonio Ramírez, quien fue un agrónomo, poeta y periodista nacido en Buenos Aires en 1911, pero que se desempeñaba profesionalmente en Misiones. Dicha denominación del predio fue idea de Aníbal Cambas quien fuera el Presidente de la Junta de Estudios Históricos, y que fue consultado por el gobernador antes de inaugurarlo, para que lo ayudase a elegir un nombre representativo de la provincia de Misiones.
En los años 1990, el escenario del anfiteatro fue nombrado por el Concejo Deliberante como «Alcibíades Alarcón», quien fue un cantautor, poeta y compositor misionero.

## Eventos
Además del evento principal para el que fuera construido el anfiteatro, la llegada del Campeonato nacional de básquet de 1962, el lugar es sede de otros eventos destacados tales como las ediciones del Festival de la Música del Litoral desde 1963, los «shows de scola» de la estudiantina, recitales, y otros tipos de eventos públicos. En 2012 y 2013 también se han desarrollado dos ediciones del programa de televisión Soñando por cantar y también de Un sol para los chicos 2012, a beneficio de Unicef. bop8
Todos los eventos son al aire libre con altos niveles de sonido y sin ninguna contención que aminore la contaminación  acústica que genera en el barrio residencial en el que se encuentra inmerso y en un amplio sector de la ciudad, sin atender a los horarios de descanso. En eventos como el festival del litoral la afectación al medio ambiente dura varios días y varias noches.

## Recitales
- El 23 de enero de 1988 se presentó Soda Stereo en el marco de su Gira Signos.
- El 16 de abril de 2002 se presentó Malón en una gira por Argentina.
- El 8 de junio de 2017 harían lo suyo Ciro y los Persas por la presentación del nuevo disco Naranja persa. Sin embargo, el concierto tuvo que trasladarse debido a la programación de partidos del Club Regatas.